# Wolf-Rüdiger Schenke
Wolf-Rüdiger Schenke (* 25. Oktober 1941 in Breslau) ist ein deutscher Staatsrechtslehrer. Er war Ordinarius für Öffentliches Recht an der Universität Mannheim.

## Leben
Schenke studierte Rechtswissenschaft an der Eberhard-Karls-Universität Tübingen und der Universität Erlangen. Während seines Studiums wurde er Mitglied des Corps Franconia Tübingen. Nach seiner Promotion 1965 in Erlangen und Habilitation 1974 an der Johannes Gutenberg-Universität Mainz war Schenke ab 1975 als Extraordinarius an der Ruhr-Universität Bochum und ab 1979 als Ordinarius an der Universität Mannheim tätig. Seitdem war Schenke Inhaber des Lehrstuhls für Öffentliches Recht, insbesondere Verwaltungsrecht und Verwaltungsprozessrecht. 2007 wurde Schenke emeritiert. Er lehrt weiterhin als Emeritus.
Schenkes Vater, Horst Schenke, und sein Bruder, Klaus Schenke, waren ebenfalls promovierte Juristen. Sein Sohn Ralf Peter Schenke lehrt wie sein Vater öffentliches Recht.

## Wirken
Schenke trat besonders in Erscheinung, als er 1983 zwei der Bundestagsabgeordneten vertrat, die vor dem Bundesverfassungsgericht ein Organstreitverfahren gegen Bundespräsident Karl Carstens führten, weil sie die von ihm verfügte Auflösung des Bundestages infolge einer Vertrauensfrage des damaligen Bundeskanzlers Helmut Kohl als verfassungswidrig einstuften. Seine Argumentation wurde vom Bundesverfassungsgericht nicht gänzlich nachvollzogen. Als Kenner der Materie vertrat er im Organstreitverfahren vor dem Bundesverfassungsgericht im Juli/August 2005 den Abgeordneten Werner Schulz von Bündnis 90/Die Grünen, der die Auflösung des Bundestages durch Bundespräsident Horst Köhler als verfassungswidrig einstufte. Auch hier hatte Schenke keinen Erfolg.
Schenke wurde in wissenschaftlichen Kreisen mit seinen Schriften über die Verfassungsorgantreue (1977) und über die verfassungsrechtlichen Grenzen der Tätigkeit des Vermittlungsausschusses (1984) bekannt. Ebenfalls als Standardwerke bekannt sind seine Kommentierungen zu den Art. 19 Abs. 4, Art. 58, 63 und 64 Grundgesetz im Bonner Kommentar und seine Kommentierung der Verwaltungsgerichtsordnung („Kopp/Schenke“) in der nunmehr 28. Auflage (2022) sowie seine Bücher zum Verwaltungsprozessrecht und zum Polizei- und Ordnungsrecht in der Schwerpunkte-Reihe des Verlags C. F. Müller. Schenke setzt sich in seiner wissenschaftlichen Arbeit häufig kritisch mit der Rechtsprechung der Obergerichte, insbesondere des Bundesverwaltungsgerichts, auseinander. Seine wissenschaftlich fundierte Kritik wurde von den Gerichten häufig aufgegriffen und hat mehrmals zu einer Änderung der ständigen Rechtsprechung des Bundesverwaltungsgerichts geführt. Zu nennen ist insbesondere die Rechtsprechung zum für die gerichtliche Entscheidung maßgeblichen Zeitpunkt bei einer Änderung der Sach- und Rechtslage zwischen letzter Behördenentscheidung und letzter mündlicher Verhandlung vor dem Verwaltungsgericht sowie zur Frage der Anfechtung von Nebenbestimmungen eines Verwaltungsakts.